# Renault RE60
O RE60 e RE60/B é o modelo da Renault da temporada de 1985 da Fórmula 1. Condutores: Patrick Tambay, Derek Warwick e François Hesnault. 

## Resultados[1][2]
(legenda)
| Ano  | Chassi | Motor                 | Pneus | N° | Pilotos           | 1   | 2   | 3   | 4   | 5   | 6   | 7   | 8   | 9   | 10  | 11  | 12  | 13  | 14  | 15  | 16  | Pontos | Posição |  |
| ---- | ------ | --------------------- | ----- | -- | ----------------- | --- | --- | --- | --- | --- | --- | --- | --- | --- | --- | --- | --- | --- | --- | --- | --- | ------ | ------- |  |
|      |        |                       |       |    |                   |     |     |     |     |     |     |     |     |     |     |     |     |     |     |     |     |        |         |  |
|      |        |                       |       |    |                   | BRA | POR | SMR | MON | CAN | USE | FRA | GBR | GER | AUT | NED | ITA | BEL | EUR | RSA | AUS |        |         |  |
| 1985 | RE60   | Renault EF4B V6 Turbo | G     | 15 | Patrick Tambay    | 5   | 3   | 3   | Ret | 7   | Ret |     |     |     |     |     |     |     |     |     |     | 16     | 7°      |  |
| 1985 | RE60B  | Renault EF15 V6 Turbo | G     | 15 | Patrick Tambay    |     |     |     |     |     |     | 6   | Ret | Ret | 10† | Ret | 7   | Ret | 12  |     | Ret | 16     | 7°      |  |
| 1985 | RE60   | Renault EF4B V6 Turbo | G     | 16 | Derek Warwick     | 10  | 7   | 10† | 5   | Ret | Ret | 7   |     |     |     |     |     |     |     |     |     | 16     | 7°      |  |
| 1985 | RE60B  | Renault EF15 V6 Turbo | G     | 16 | Derek Warwick     |     |     |     |     |     |     |     | 5   | Ret | Ret | Ret | Ret | 6   | Ret |     | Ret | 16     | 7°      |  |
| 1985 | RE60   | Renault EF4B V6 Turbo | G     | 14 | François Hesnault |     |     |     |     |     |     |     |     | Ret |     |     |     |     |     |     |     | 16     | 7°      |  |

† Completou mais de 90% da distância da corrida.